# 循環型社会形成推進基本法
循環型社会形成推進基本法（じゅんかんがたしゃかいけいせいすいしんきほんほう、The Basic Law for Establishing the Recycling-based Society 、平成12年6月2日法律第110号）は、日本における循環型社会の形成を推進する基本的な枠組みに関する法律である。
基本法が整備されたことにより、廃棄物・リサイクル政策の基盤が確立された。

## 制定の背景
廃棄物・リサイクル対策については、廃棄物の処理及び清掃に関する法律（廃棄物処理法）の改正などによる個別の対処が図られてきたが、
- 廃棄物の発生量は依然として膨大であること
- 廃棄物の最終処分場の確保が年々困難になっていること
- 不法投棄の増大

などの問題が、年々複雑化している。政府は、このような廃棄物・リサイクル問題の解決のため、「大量生産・大量消費・大量廃棄」型の経済社会から脱却し、環境への負荷が少ない「循環型社会」を形成することに解決策を求めることとし、循環型社会の形成を推進する基本的な枠組みとなる法律を新たに制定した。

## 概要
- 環境基本法の下位法に位置付けられるとともに、廃棄物・リサイクル対策に関する個別法に対しては、上位法としての役割をもつ基本法である。
- 循環型社会の概念を第2条1項で示した。
- 有価物も含めた概念として廃棄物等を定義した。（第2条2項）
- 「発生抑制」（リデュース）、「再使用」（リユース）、「再生利用」（マテリアルリサイクル）、「熱回収」（サーマルリサイクル）、「適正処分」の順に処理の優先順位を定めた。（3Rの法制化）（第6条、7条）
- 拡大生産者責任について、事業者の責務として定めるとともに、国の施策として製品等の引取り・循環的な利用の実施、製品等に関する事前評価についての措置を定めた。（第11条、18条、20条）
- 政府による循環型社会形成推進基本計画の策定について定めた。（第15条、16条）

## 主な関連法
基本法の整備とともに、個別の廃棄物・リサイクル関係の法律が一体的に整備された（リサイクル、環境法、環境基本法も参照）。
- 廃棄物の処理及び清掃に関する法律（廃棄物処理法）
- 資源の有効な利用の促進に関する法律（資源有効利用促進法（改正リサイクル法））
- 建設工事に係る資材の再資源化等に関する法律（建設リサイクル法）
- 食品循環資源の再生利用等の促進に関する法律（食品リサイクル法）
- 特定家庭用機器再商品化法（家電リサイクル法）
- 容器包装に係る分別収集及び再商品化の促進等に関する法律（容器包装リサイクル法）
- 国等による環境物品等の調達の推進等に関する法律（グリーン購入法）
- 使用済自動車の再資源化等に関する法律（自動車リサイクル法）（2005年1月）
- 使用済小型電子機器等の再資源化の促進に関する法律（小型家電リサイクル法）（2012年4月）
- プラスチック資源循環促進法（プラスチック資源循環促進法）（2022年4月1日）